# Volta a Llombardia 1960
La Volta a Llombardia 1960 fou la 54a edició de la clàssica ciclista Volta a Llombardia. La cursa es va disputar el diumenge 16 d'octubre de 1960, sobre un recorregut de 226 km. El vencedor final fou el belga Emile Daems (Philco), que s'imposà davant dels italians Diego Ronchini (Bianchi) i Marino Fontana (San Pellegrino).

## Classificació general
|    | Ciclista         | Equip          | Temps   |
| -- | ---------------- | -------------- | ------- |
| 1  | Emile Daems      | Philco         | 5h33'46 |
| 2  | Diego Ronchini   | Bianchi        | m.t.    |
| 3  | Marino Fontana   | San Pellegrino | m.t.    |
| 4  | Michel Stolker   | Radium         | m.t.    |
| 5  | Ezio Pizzoglio   | San Pellegrino | m.t.    |
| 6  | Romeo Venturelli | Fides          | m.t.    |
| 7  | Carlo Brugnami   | Torpado        | m.t.    |
| 8  | Imerio Massignan | Legnano        | m.t.    |
| 9  | Silvano Ciampi   | Philco         | + 2'31" |
| 10 | Rino Benedetti   | Ghigi          | m.t.    |